# Кікладське мистецтво

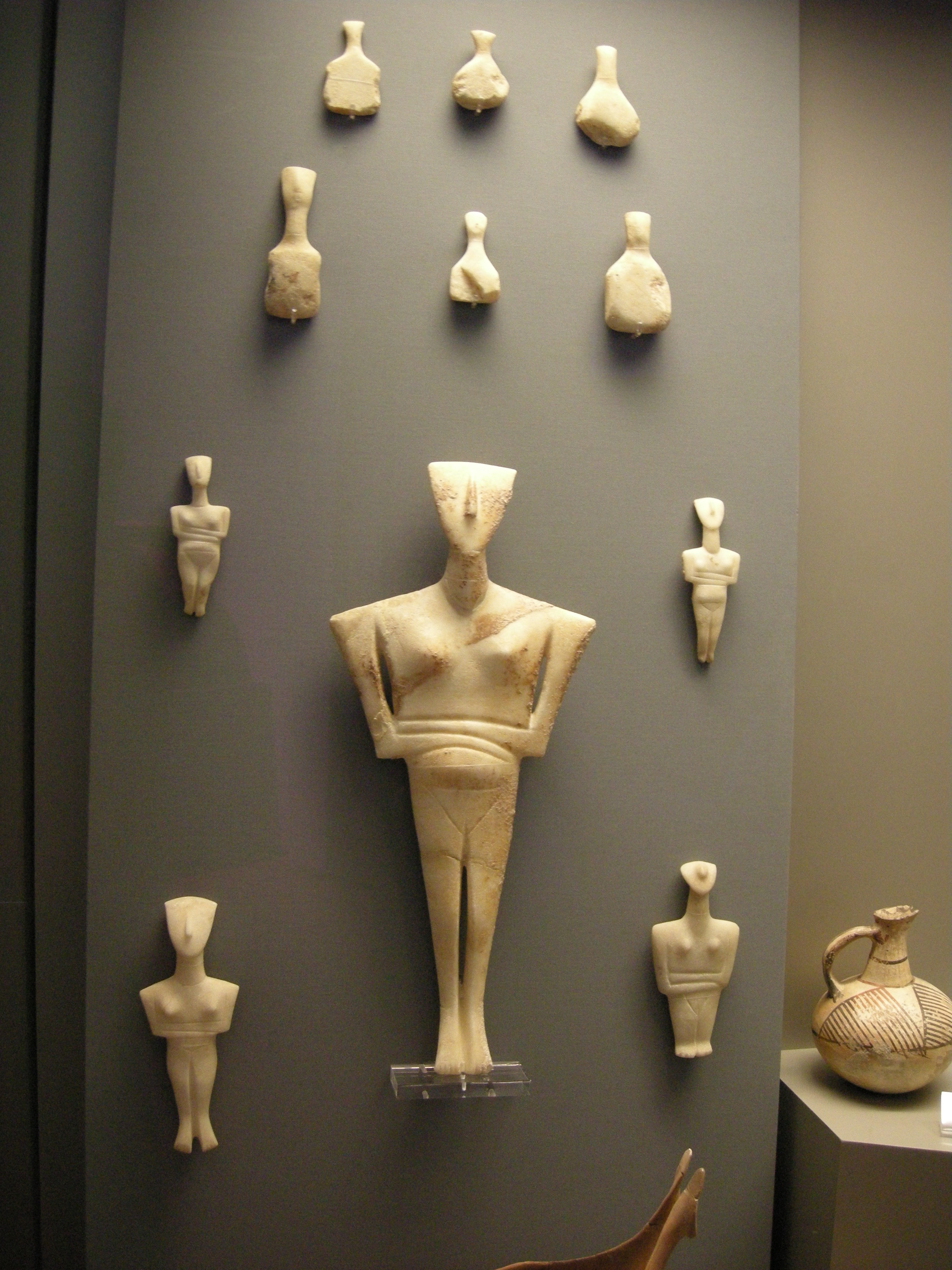
Знизу - кікладські статуетки у Національному Археологічному музеї Афін

Антична Кікладська культура процвітала на островах Егейського моря з 3300 до 1100 рр. до н. е. Разом з мінойською цивілізацією та мікенською Грецією, кікладський народ входить до трьох основних егейських культур. Таким чином кікладське мистецтво є однією з трьох основних галузей егейського мистецтва.
Найвідоміший вид творінь, який зберігся — це мармурова статуетка. Найчастіше це силует жінки у повний ріст зі складеними спереду руками. На відміну від чітко окресленого носа, обличчя є пустим та гладким, хоча на деяких статуетках є свідчення того, що вони спочатку були пофарбовані. Значна кількість статуеток є відомими, хоча, на жаль, більшість було вилучено незаконно з їх незаписаного археологічного контексту, який, як правило, є похованням.

## Неолітичне мистецтво
Майже вся відома інформація стосовно мистецтва  Кікладів доби неоліту походить з місця розкопок Саліагоса біля Антіпароса. Кераміка цього періоду подібна до кераміки Криту та материка Греції. Сінклер Худ пише: «Характерною формою є чаша на високій ніжці, схожа до типу, який виникає на материку у період пізнього неоліту».

## Кікладські скульптури
Найвідомішою творчістю цього періоду є мармурові статуетки, яких зазвичай називають «ідолами» або «фігурками», хоча жодна назва не підходить точно: перший термін пов'язаний з релігійною функцією, що експерти аж ніяк не схвалюють, а другий недоречно застосовувати до великих фігур, розмір яких майже дорівнює розміру людини. Ці мармурові статуетки розкидані по Егейському морю, що дозволяє припустити, що вони були популярні серед населення Криту та материкової Греції. Мабуть, найвідоміші з цих є статуетки музикантів, а саме арф'ярів та гравців на дудці. Датуючи приблизно 2500 р. до н.е., ці музиканти інколи вважаються «найдавнішими музикантами з Егейського моря».

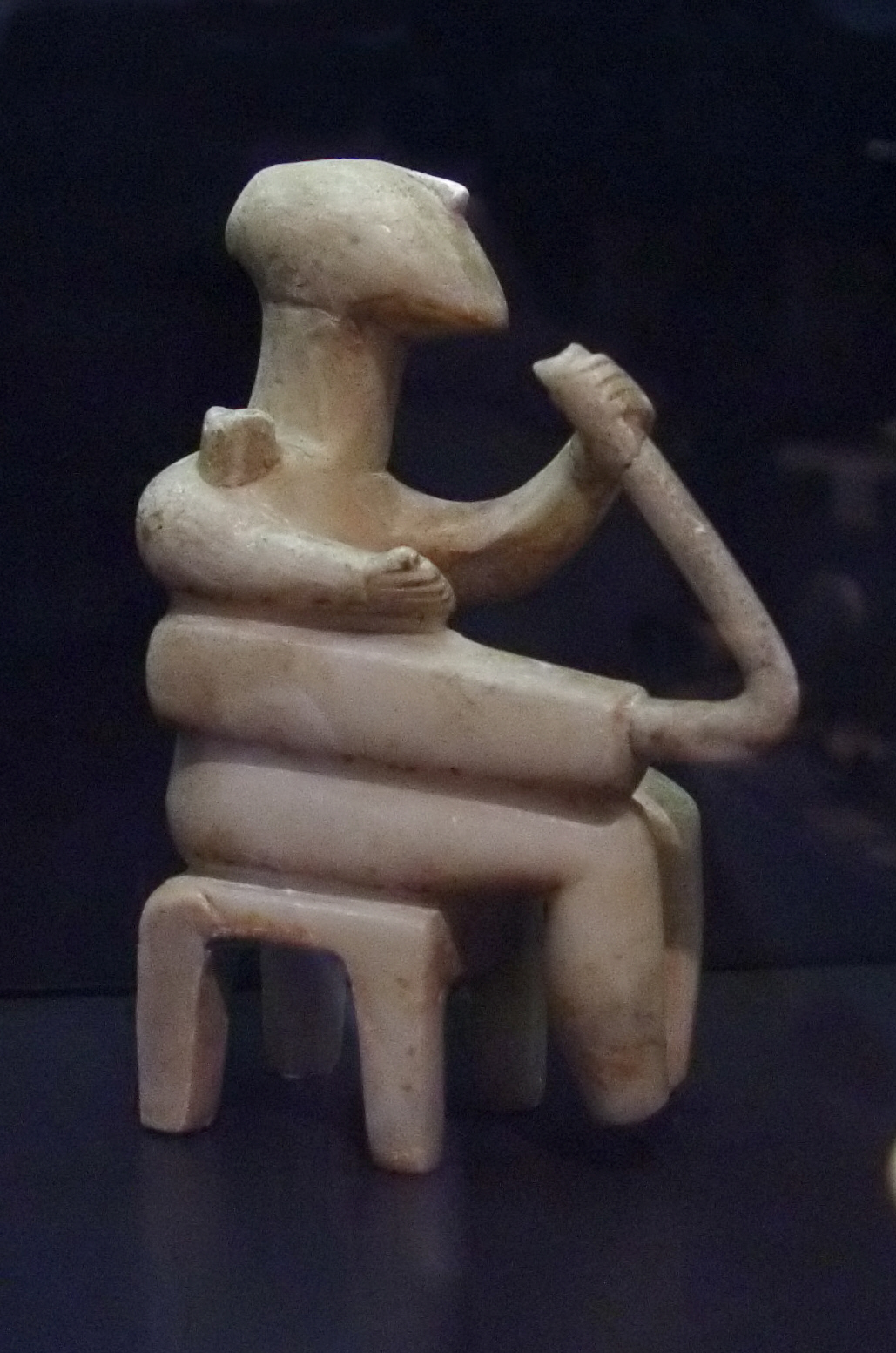
Мармуровий арф' яр (Раннє кікладське мистецтво II періоду; Баденський Державний Музей, Карсльсруе)

Більшість цих статуеток є високо стилізованими уявленнями про фігуру жінки, яка, як правило, має плоску та геометричну будову, що робить її надзвичайно тотожною з сучасним мистецтвом. Однак це може бути помилкою, оскільки є докази того, що скульптури спочатку були яскраво пофарбовані. Більшість фігурок — зображення оголених жінок зі складеними на животі руками, як правило, права рука тримається нижче лівої. Більшість письменників, які розглядали ці артефакти з антропологічної чи психологічної точки зору, вважають, що вони є представниками великої,богині природи, традиційно, як і жіночі статуетки періоду неоліту, такі як Венера Віллендорфа. Попри те, деякі археологи погоджуються, що таке тлумачення загалом не є погодженим археологами, серед яких немає єдиної думки щодо їх значущості. Їх по-різному трактували як ідолів богів, зображень смерті, дитячих ляльок та іншого. Вважається, що вони були «більше, ніж ляльки і, мабуть, менше, ніж священні ідоли».
Припущення про те, що ці зображення були ідолами у жорстокому розумінні — предмети культу, які були центром обряду, - не підтверджуються жодними археологічними свідченням. Археологічні дані показують, що ці зображення регулярно використовувались у похоронній практиці: всі вони були знайдені в могилах. Однак, принаймні на деяких з них помітні очевидні ознаки лагодження, що означає, що вони були предметами, які цінувалися померлими за їх життя і не були зроблені спеціально для поховання. Крім того, великі статуетки іноді були розбиті в такий спосіб, що були поховані лише їх частини. Це явище, для якого немає ніяких пояснень. Статуетки були поховані як з чоловіками, так і з жінками.  Вони були знайдені не в кожній могилі. Скульптури найчастіше зустрічаються лежачими на спинах у могилах, а їх більші зразки були, можливо, встановлені у святинях чи помешканнях.

## Раннє кікладське мистецтво
Раннє кікладське мистецтво поділяється на три періоди: I період  (2800–2500 рр. до н. е.), II період (2500–2200 рр. до н. е.) та  ІІІ період (2200–2000 рр. до н. е.). Мистецтво не є чітко обмеженим одним із цих періодів, а в деяких випадках навіть є представником більш ніж одного Кікладського острова. Мистецтво раннього кікладського мистецтва І періоду найкраще представлене на островах Парос, Антипарос і Аморгос, тоді як II періоду передусім спостерігається на Сиросі,а III періоду — на Мелосі.

### Раннє кікладське мистецтво I періоду (культура Гротта-Пелос, 3300–2700 рр. до н.е.)

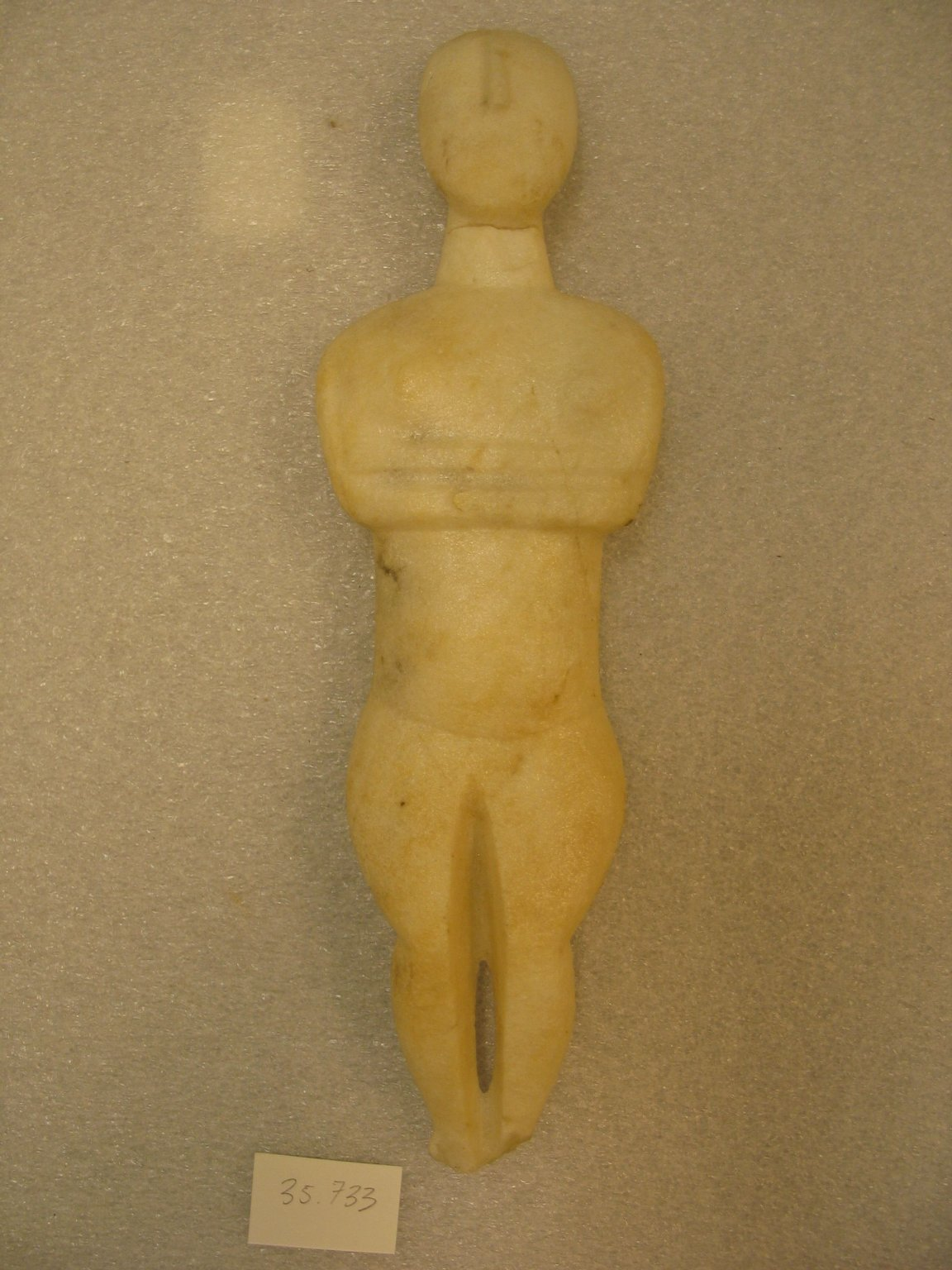
Жіноча мармурова фігура. (3000 р. до н. е.; Музей Брукліна)

Найважливішими ранніми групами культури Гротта-Пелос є Пелос, Пластірас і Лурос. Статуетки Пелоса є схематичного типу. І чоловіки, і жінки у позиції стоячи з головою та лицем складають тип Пластірас; зображення натуралістичне, але також по-дивному стилізоване. Тип Луроса розглядається як перехідний та поєднює як схематичні, так і натуралістичні елементи. Схематичні статуетки зустрічаються частіше і мають плоскі риси лиця, у них прості форми та нечітко окреслена голова. Натуралістичні фігури невеликі і, як правило, мають дивні або перебільшені пропорції такі, як довгі шиї, кутові верхні частини тіла і м’язисті ноги.

#### Тип Пелоса (схематичний)

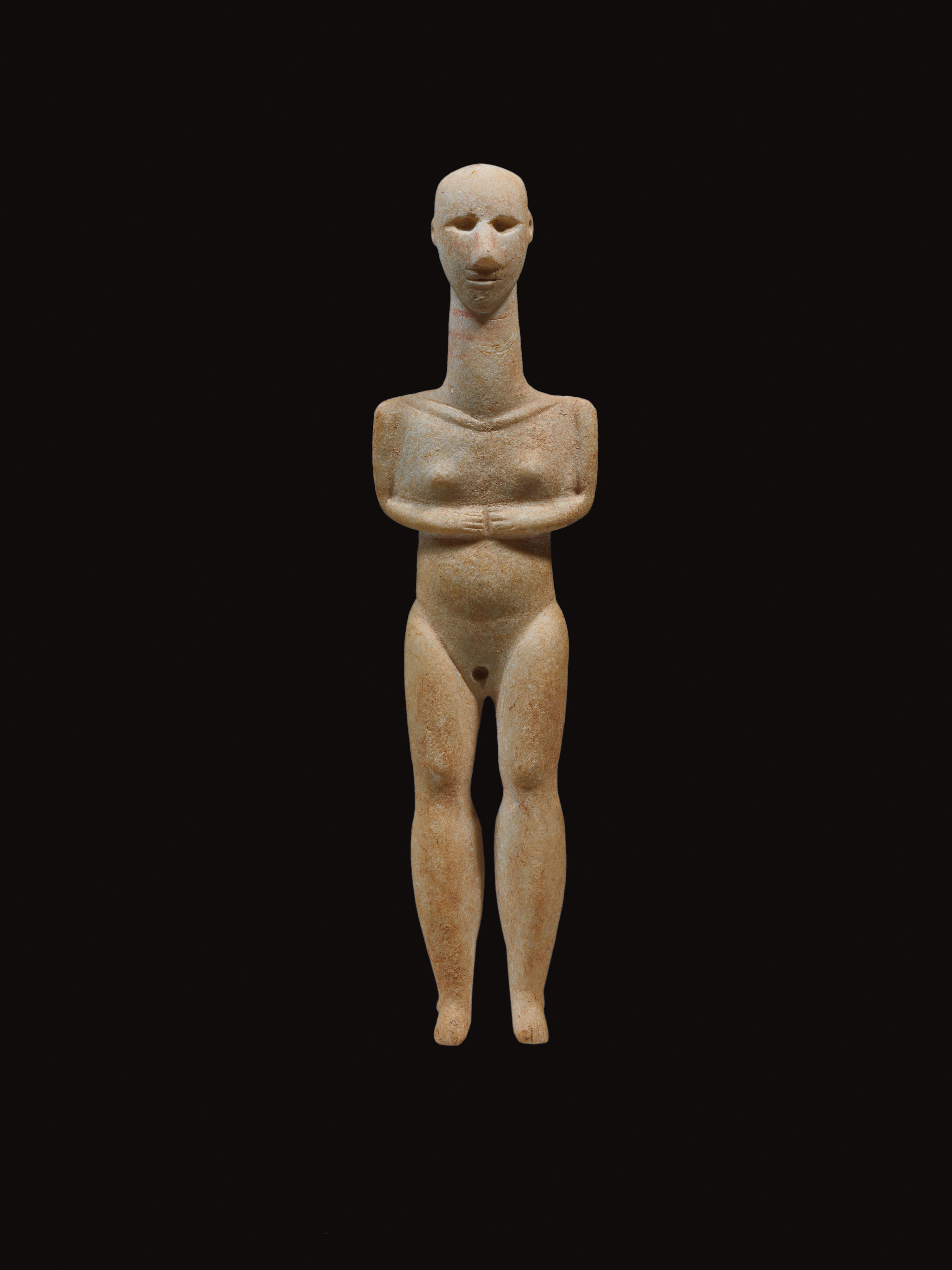
Кікладська мармурова статуетка, тип Пластірас

Статуетки типу Пелос відрізняються від багатьох інших кікладських статуеток, оскільки у більшості з них стать не визначена. Найвідоміші статуетки типу Пелос — це фігурки у формі скрипки. Під цим мається на увазі статуетка з витягнутою головою, відсутніми ногами та тілом у формі скрипки. Одна особлива статуетка «скрипка», має груди, руки під грудьми та лобковий трикутник, яка можливо, представляє богиню родючості. Однак, оскільки не всім фігуркам притаманні такі характеристики, точного висновку наразі зробити не можна.  

#### Тип Пластира (натуралістичний)

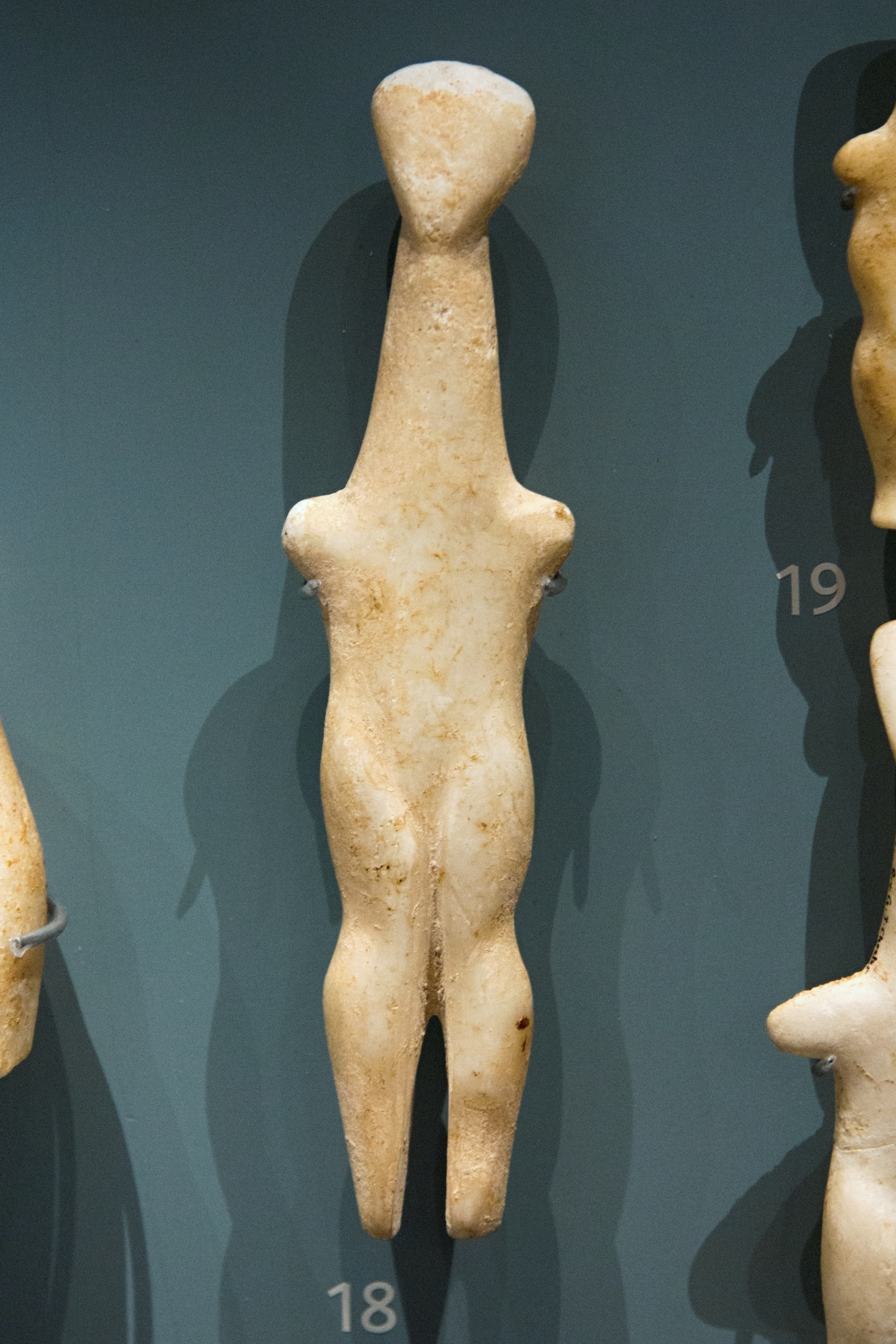
Жіноча мармурова статуетка з Наксосу, типу Лурос (Раннє кікладське мистецтво I – II періодів, 2800–2700 рр. до н.е.; Музей Ашмоле, Оксфорд)

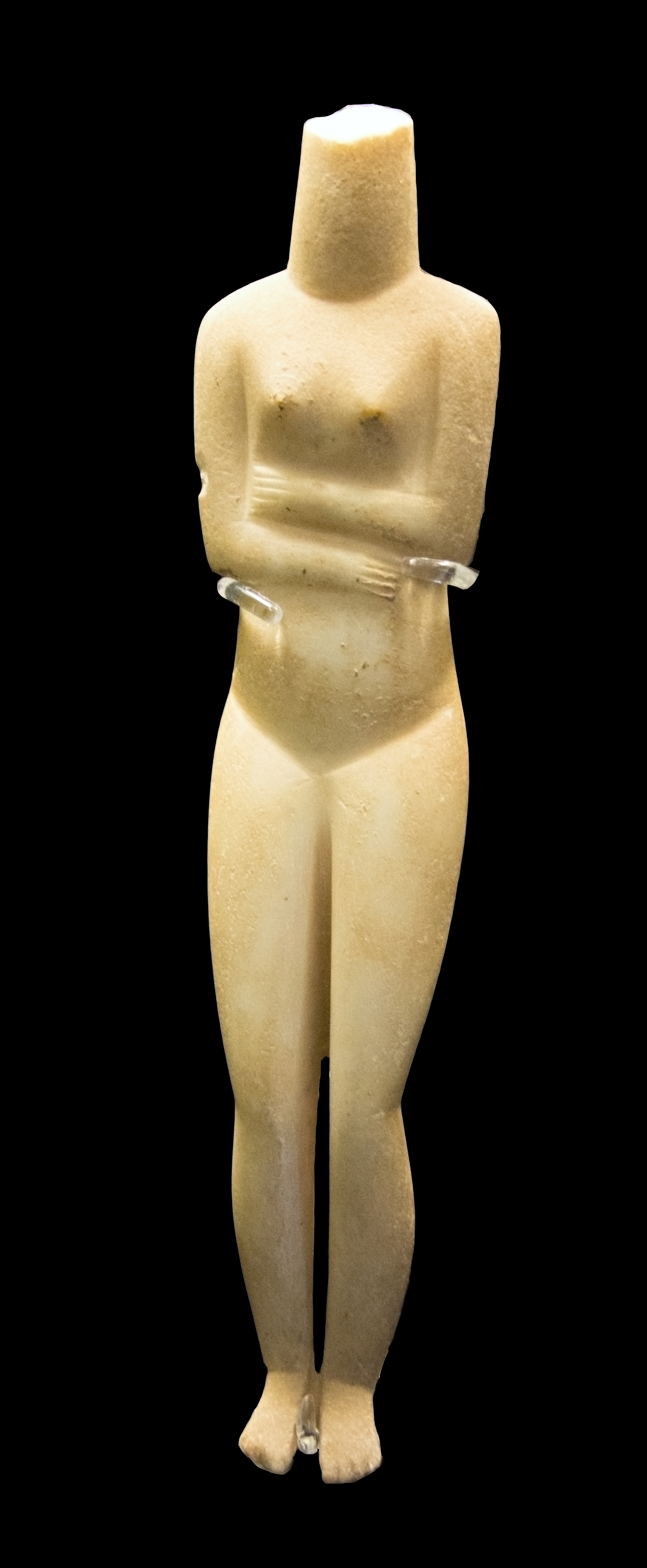
Жіноча мармурова статуетка типу Капсала (Раннє кікладське мистецтво II періоду, 2700–2600 до н. е.; Британський музей)

Тип Пластира — ранній кікладських статауеток, названих на честь кладовища на Паросі, де вони були знайдені. Статуетки зберігають форму скрипки, вигляд та складену руку своїх попередників, але також помітно відрізняються від них. Тип Пластира — це найбільш натуралістичний тип кікладської статуетки, який можна розпізнати за перебільшеними пропорціями. Голова форми, подібної до яйця з вирізьбленими рисами обличчя, включаючи вуха, тримається на витягнутій шиї, яка зазвичай займає третину загальної висоти статуетки. Ноги вирізані окремо по всій довжині, що часто призводить до їх ламання. На жіночих фігурах область лобка розмежована розрізом, груди зліплені. Зображення чоловіків відрізняються будовою, але не дуже примітно, вони мають більш вузькі стегна і вирізьблені зображення чоловічих статевих органів. Статуекти, як правило, є невеликих розмірів, зазвичай не більше тридцяти сантиметрів, і не можуть стояти самостійно, адже ноги є загостреними вкінці. Статуетки, які збереглися, були вирізані з мармуру, але дехто вважає, що вони також  ймовірно могли бути вирізаними з дерева. 

#### Тип Луроса (схематичний та натуралістичний)
Тип Луроса — тип кікладських статуеток з початковоі фази раннього кікладського мистецтва І періоду бронзової доби. Поєднюючи натуралістичну та схематичну концепції попередніх типів,статуетки типу Лурос мають безрисе обличчя, довгу шию та звичайне тіло з ослабленими плечима, які, як правило, простягаються вздовж стегон в ширину. Ноги старанно сформовані, але розділені не дальше колін або середини литок. Хоч груди не є зображені, статуетки цього типу все ще акцентують на жіночій формі, і, як правило, про це свідчить вирізьблений лобковий трикутник.

### Раннє кікладське мистецтво II періоду (культура Кероса-Сироса, 2800–2300 рр. до н.е.)

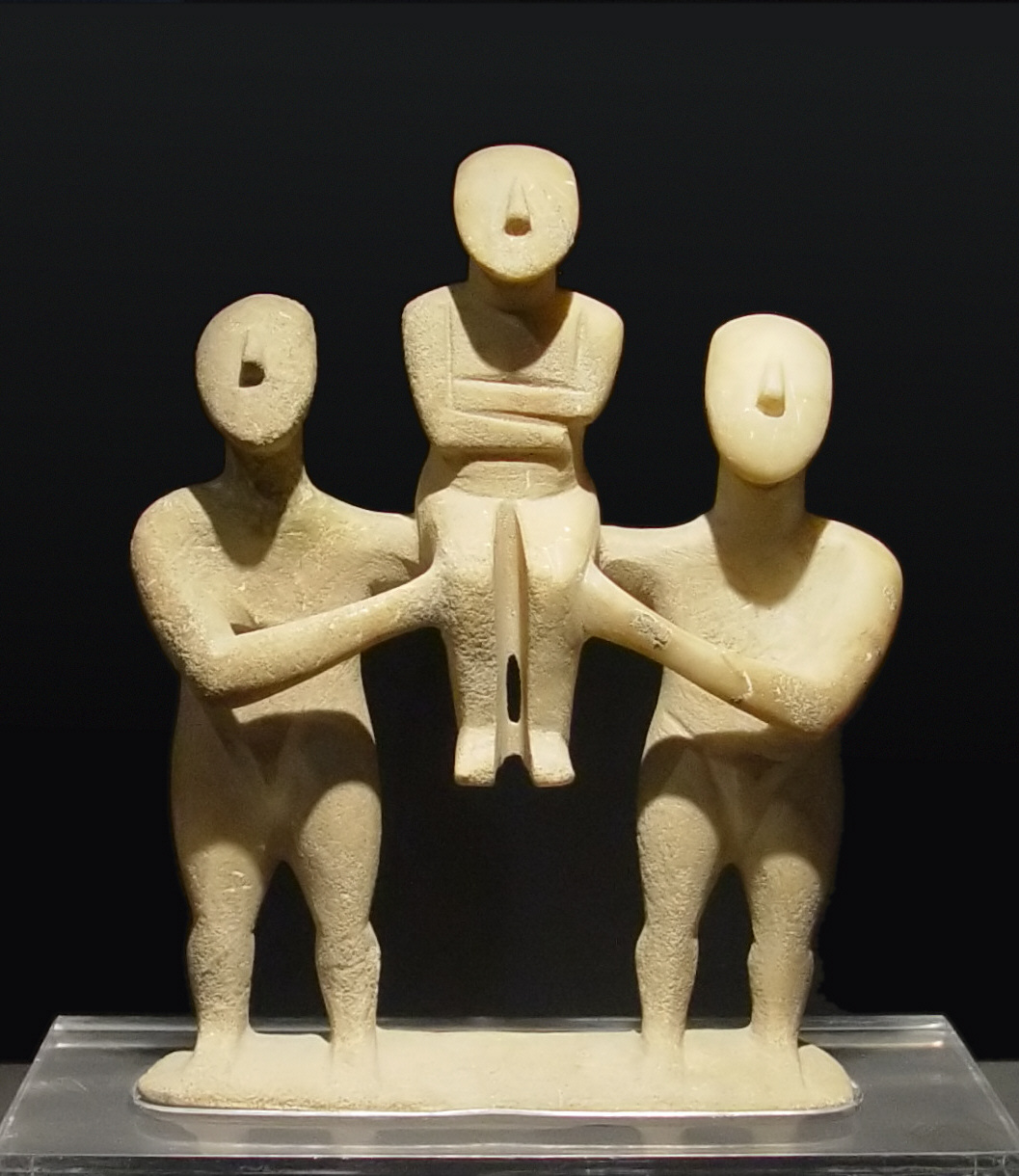
Група з трьох статуеток типу раннього Спедо, культура Керос-Сірос (Раннє кікладське мистецтво II періоду)

#### Тип Капсала
Тип Капсала — це тип кікладської статуетки II періоду раннього кікладського мистецтва. Часто вважається, що цей тип передує або перетинається з канонічним різновидами статуеток Спедоса. Статуетки типу Капсали відрізняються від канонічного типу тим, що руки розімщені набагато нижче, складені у такій позиції, що права рука є нижче лівої, а обличчя не мають сформованих рис, окрім носа та інколи вух. Статуеткам Капсали притаманна тенденція до стрункості, особливо стосовно ніг, які набагато довші і не мають потужної мускулатури, запропонованої в більш ранніх формах скульптур. Плечі та стегна також набагато вужчі, а самі фігурки є дуже маленьких розмірів, рідко більше ніж 30 см у довжину. Свідчення показують, що для окреслення таких рис, як очі та лобковий трикутник, тоді регулярно використовувалась фарба, а не вирізання їх безпосередньо. Характерною особливістю типу Капсала є те, що виглядає, ніби деякі статуетки зображуть вагітність, маючи вздуті животи з лініями, намальованими поперек живота. Як і інші статуетки II періоду раннього кікладського мистецтва, найбільш визначальною рисою типу Капсала є руки у складеному положенні.

#### Тип Спедос

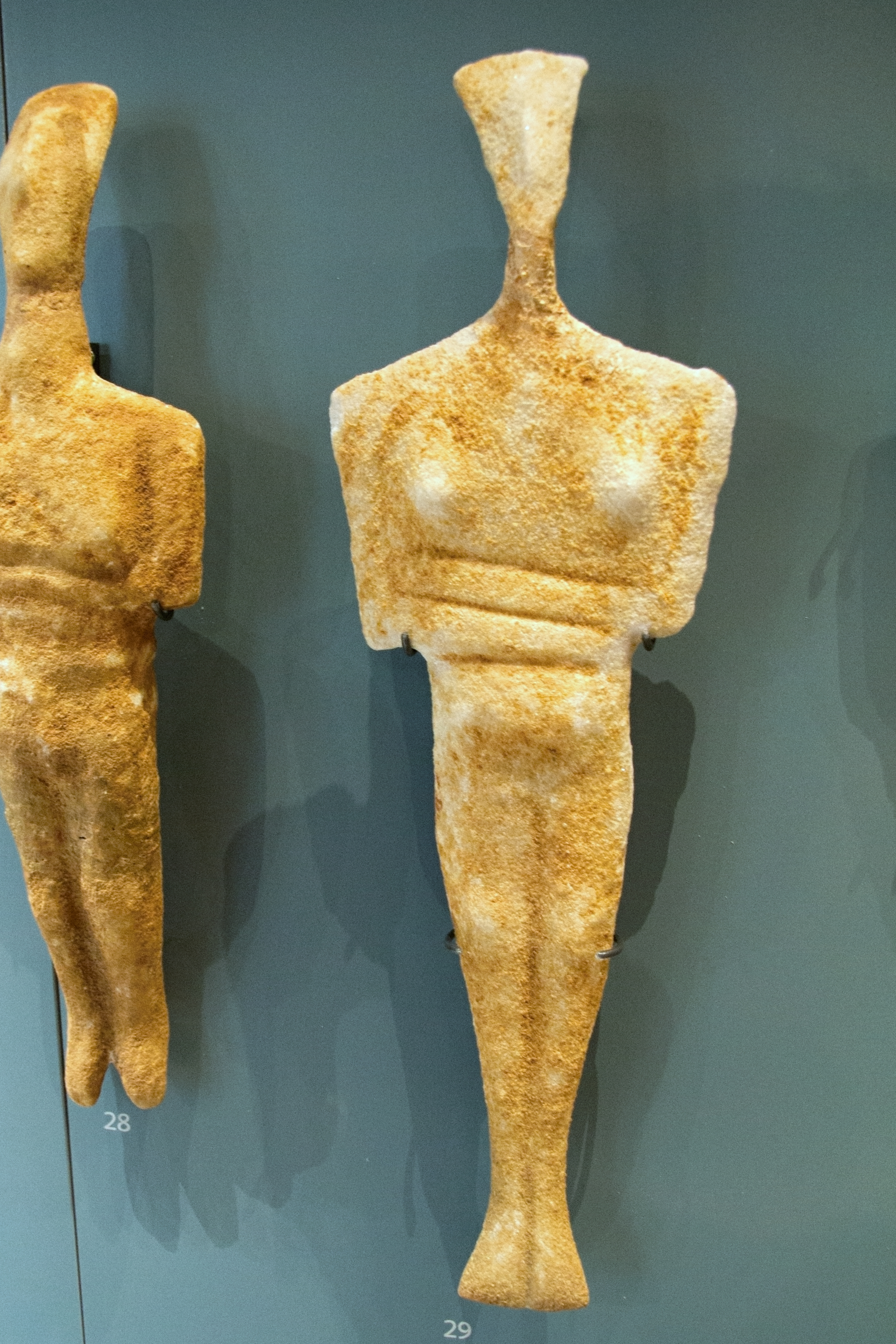
Жіноча мармурова статуетка, ймовірно, з Аморгосу, тип Доказисмата (Раннє кікладське мистецтво II періоду, 2800-2300 р до н.е., Музей Ашмоле)

Тип Спедос, названий на честь кладовища раннє кікладського мистецтва на Наксосі, є найпоширенішим типом статуеток Кікладів. Він шикроко розповсюджений як у Кікладі, так і в інших місцях і є найбільш довговічним. Загалом тип включає статуетки розміром від мініатюрних зразків 8 см до монументальних скульптур 1,5 м. За винятком статуї чоловічої фігури, що зараз знаходиться у колекції Музею кікладського мистецтва, усі відомі витвори типу Спедос є жіночими статуетками. Статуетки типу Спедос — це зазвичай стрункі видовжені жіночі силуети зі складеними руками. Для них характерні U-подібні форми голови і глибокий вирізаний проміжок між ногами.

#### Тип Докатисмата

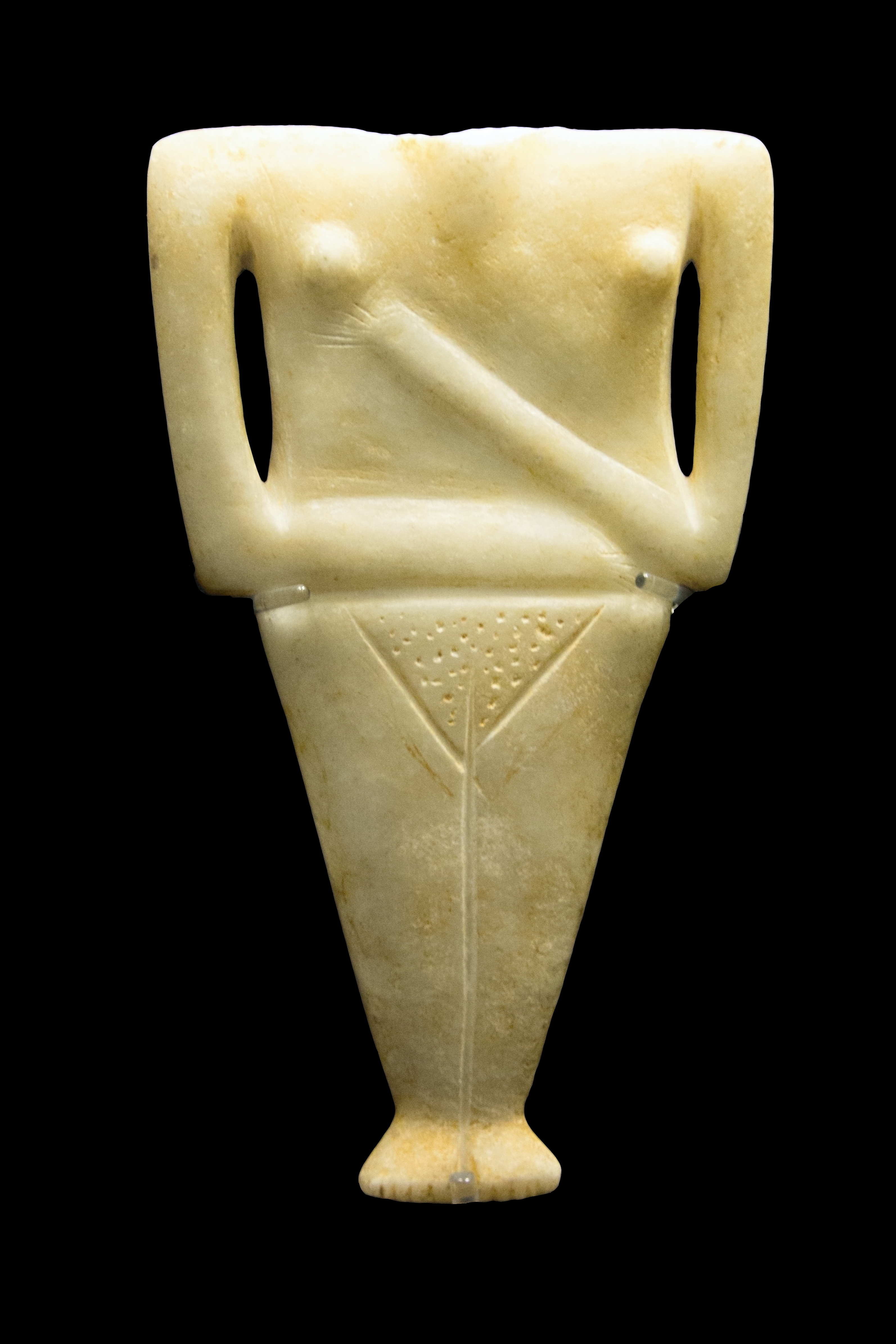
Жіноча мармурова статуетка, тип Халандріані (Раннє кікладське мистецтво II періоду, 2400–2200 рр. до н.е.; Британський музей)

Тип Докатисмата — це кікладська статуетка з кінця раннього кікладського мистецтва II періоду бронзової доби. Перейнявши на себе риси більш раннього типу Спедо, статуетки  Докатисмата мають широкі кутові плечі та прямий профіль обличчя. Статуетки Докатісмата вважаються найбільш стилізованими серед фігур зі складеноими руками, з довгим елегантним силуетом, що показує сильний вплив геометрії, що особливо позначається на голові, яка має майже трикутну форму. Ці фігури мали досить стриману будову у порівнянні з попередніми типами, з неглибоким проміжком між ногами та з’єднаними стопами. Незважаючи на це, статуетки були справді досить крихкими і схильними до ламання. Також у багатьох статуетках Докатісмата помітне повернення вирізаного лобкового трикутника. 

#### Тип Халандріані

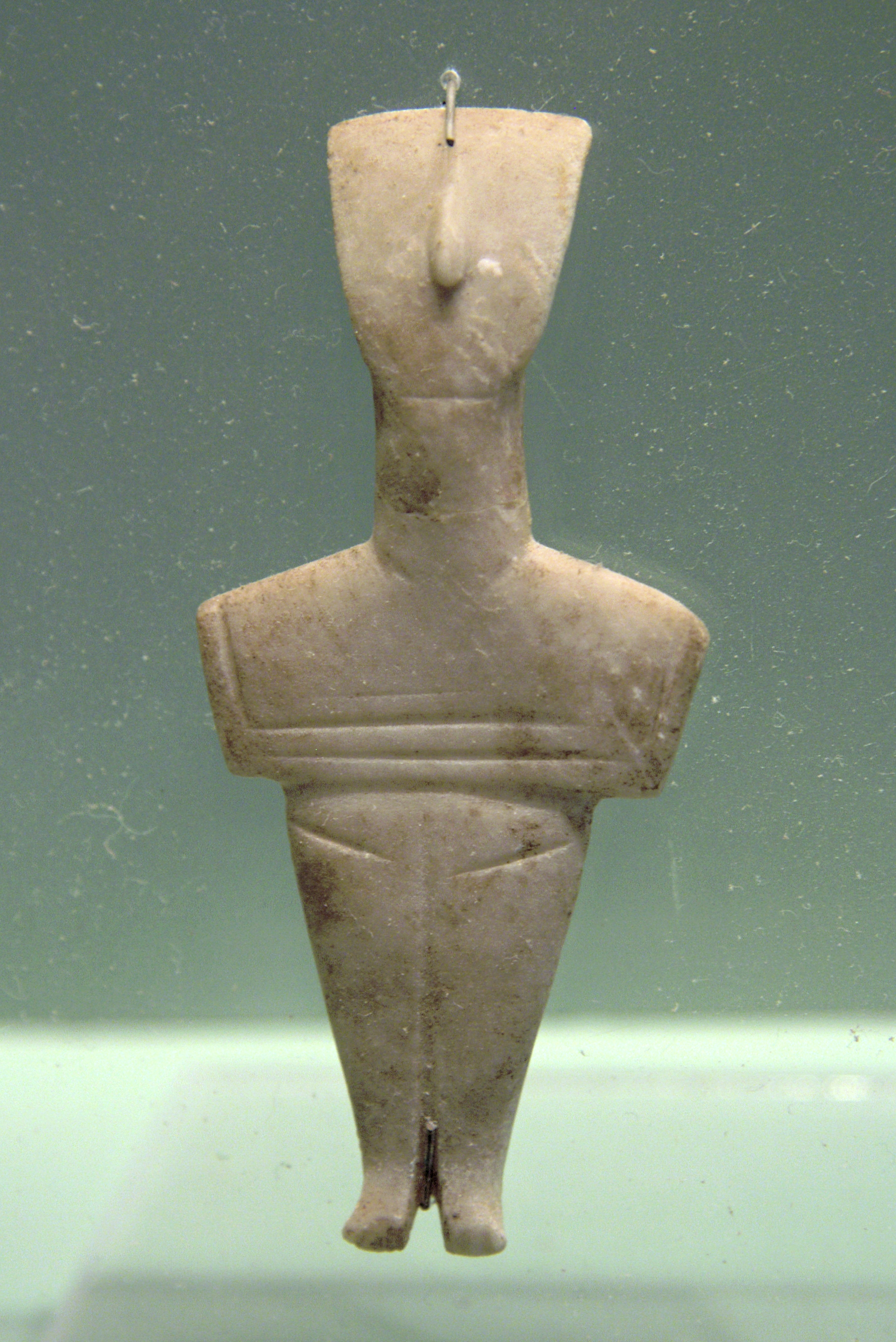
Жіноча мармурова статуетка з Криту, тип Кумаса (Раннє кікладське мистецтво II періоду, 2800–2200 рр. до н.е.; Археологічний музей Ханьї)

Тип Халандріані — це тип кікладської статуетки кінця II періоду раннього кікладського мистецтва доби бронзи. Названі в честь кладовища на острові Сірос, на якому вони були знайдені, ці статуетки за стилем та манерою дещо схожі на тип Докатісмата, який передував їм. Однак, фігури Халандріані мають більш укорочену форму, в якій руки розташовані дуже близько до лобкового трикутника, а проміжок між ногами позначений лише неглибокиою виїмкою.
Однією з особливостей, що є помітною у типі Халандріані, є те, що чітко встановлене положення з правою руки нижче лівої у статуетках, здавалося, стало більш розслабленим, оскільки деякі скульптури мають перевернуті руки або в них навіть відсутнє складене положення для однієї або обох рук. Нахилене положення попередніх статуеток також є проблемою, оскільки ноги не завжди нахилені і є дещо жорсткі. Плечі були розширені ще більше ніж у типі Докатісмата і були досить чутливі до пошкоджень, оскільки верхні руки та плечі також є найтоншими точками скульптури. Голова трикутної або щитоподібної форми, окрім чіткого носа, не має рис обличчя та з'єднана з тілом шиєю форми піраміди. Як і статуетки типу Докатісмата, деякі фігурки  Халандріані зображені вагітними. Визначальною рисою цих статуеток є їх сміливі та перебільшені акценти на плечі та передпліччя.

## Зразки ранньоїмінойської цивілізації

### Тип Кумаса
Статуетки Кумаса з кладовища II періоду ранньої мінойської цивілізаціхї в Кумасі на Криті є дуже маленькими і плоскими. Статуетки зазвичай є зі складеними руками та,  як правило, мають короткі ноги та широкі плечі, і часто ламалися через їх делікатну будову.

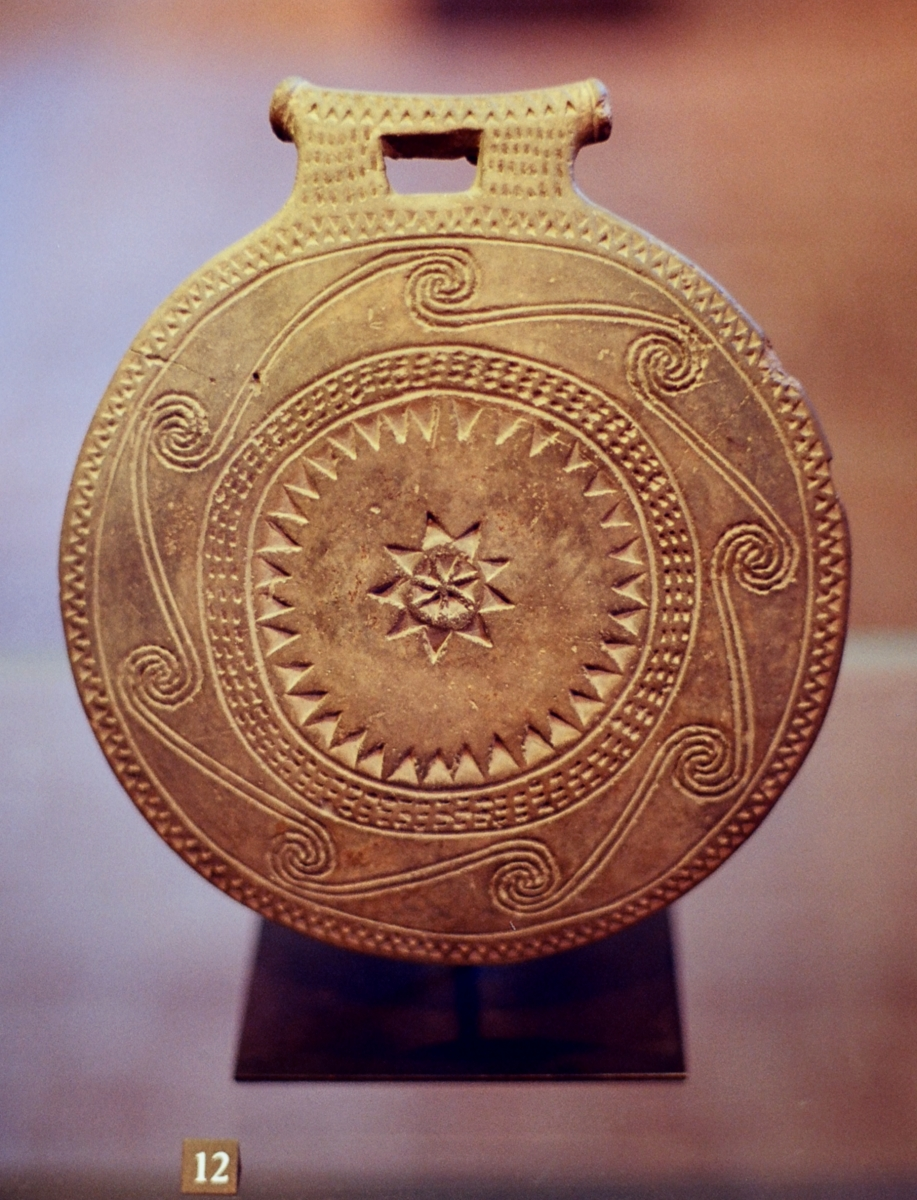
Кікладська «сковорода», теракота прикрашена штампованими та вирізаними спіралями (I Раннє кікладське мистецтво І-ІІ періоду, 2700 рр. до н.е., фаза Кампос)

## Гончарство

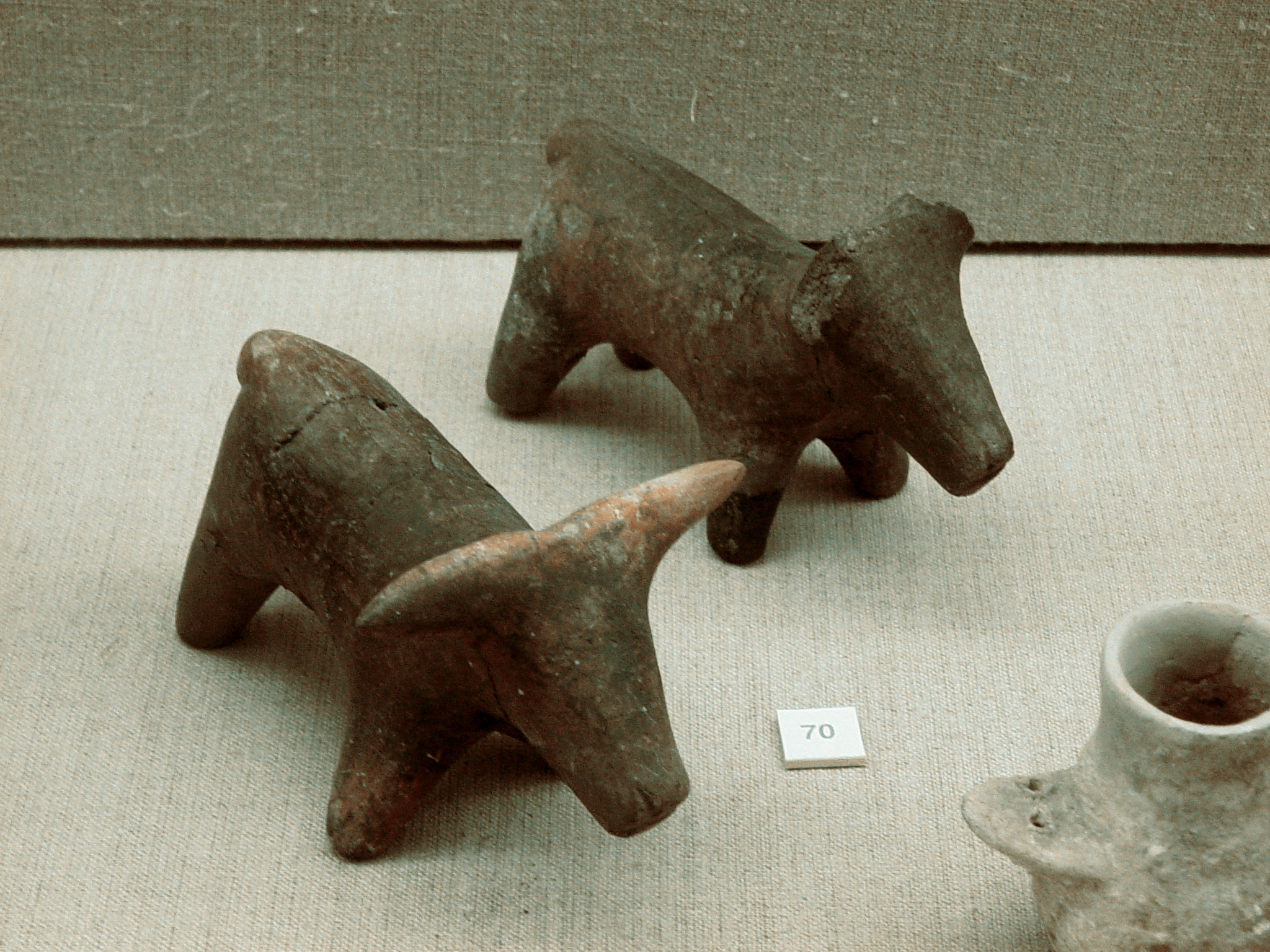
Ранні статуетки з теракоти з Санторіні (близько 2100 р. до н. е.;)

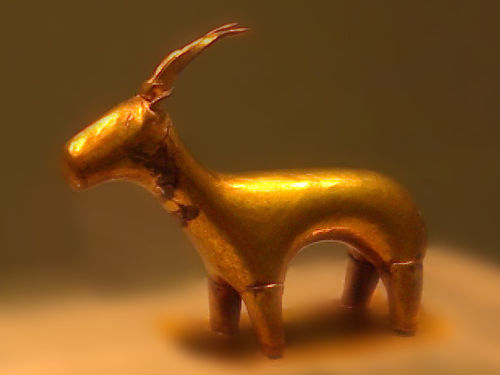
Золота статуетка альпійського козла з Санторіні, пізнього кікладського мистецтва (XVII століття до н.е.)

Місцева глина виявилася важкою у роботі для митців, тому гончарні вироби, тарілки та вази цього періоду є рідко вище ніж середньої якості. Важливе значення мають так звані «сковорідки», які з'явилися на острові Сирос під час II періоду. Це круглі декоровані диски, які не використовувались для приготування їжі, але, ймовірно, застосовувались як талісман родючості або дзеркало. Знайдено також деякі статуетки з зображенням тварин та кораблів.
Крім цього, були знайдені й інші форми функціонального гончарства. Усі гончарні вироби ранньої кікладської цивілізації виготовлялися вручну і, як правило, були чорного або червонуватого кольору, хоча гончарний посуд кольору блідого піску також був знайдений. Найпоширеніші форми — це коробки у формі циліндра, відомі як піксиди, та банки з горлом. Вони мають грубу будову, з товстими стінами та недосконалостями у виді кришіння, але іноді також мають натуралістичну будову, що нагадує морську культуру Егейських островів. Також є статуетки тварин. 

## Галерея

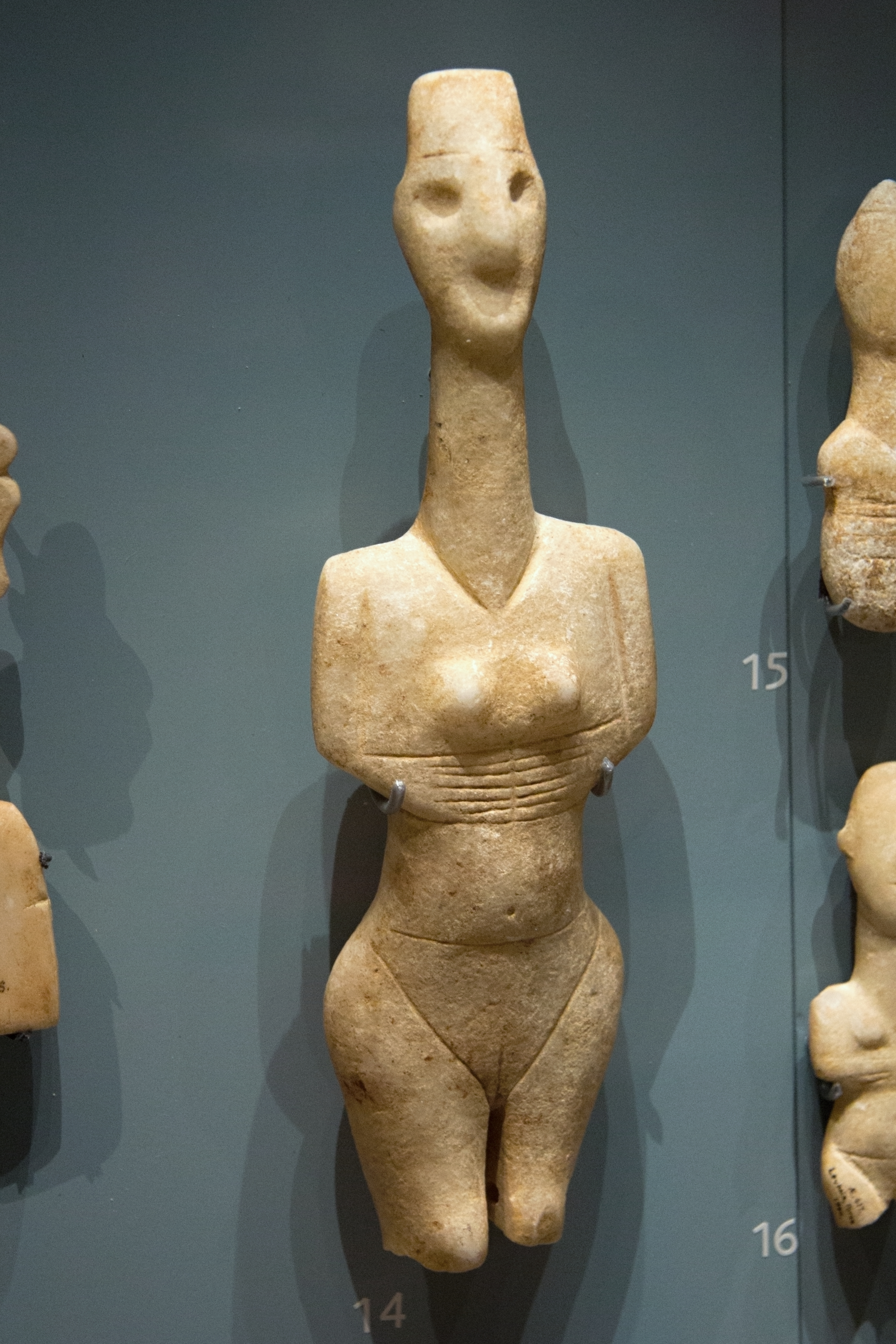
Жіночий мармурова статуетка з Наксоса, типу Пластіраса (3200-2800 до н.е., Ashmolean музей, Оксфорд)
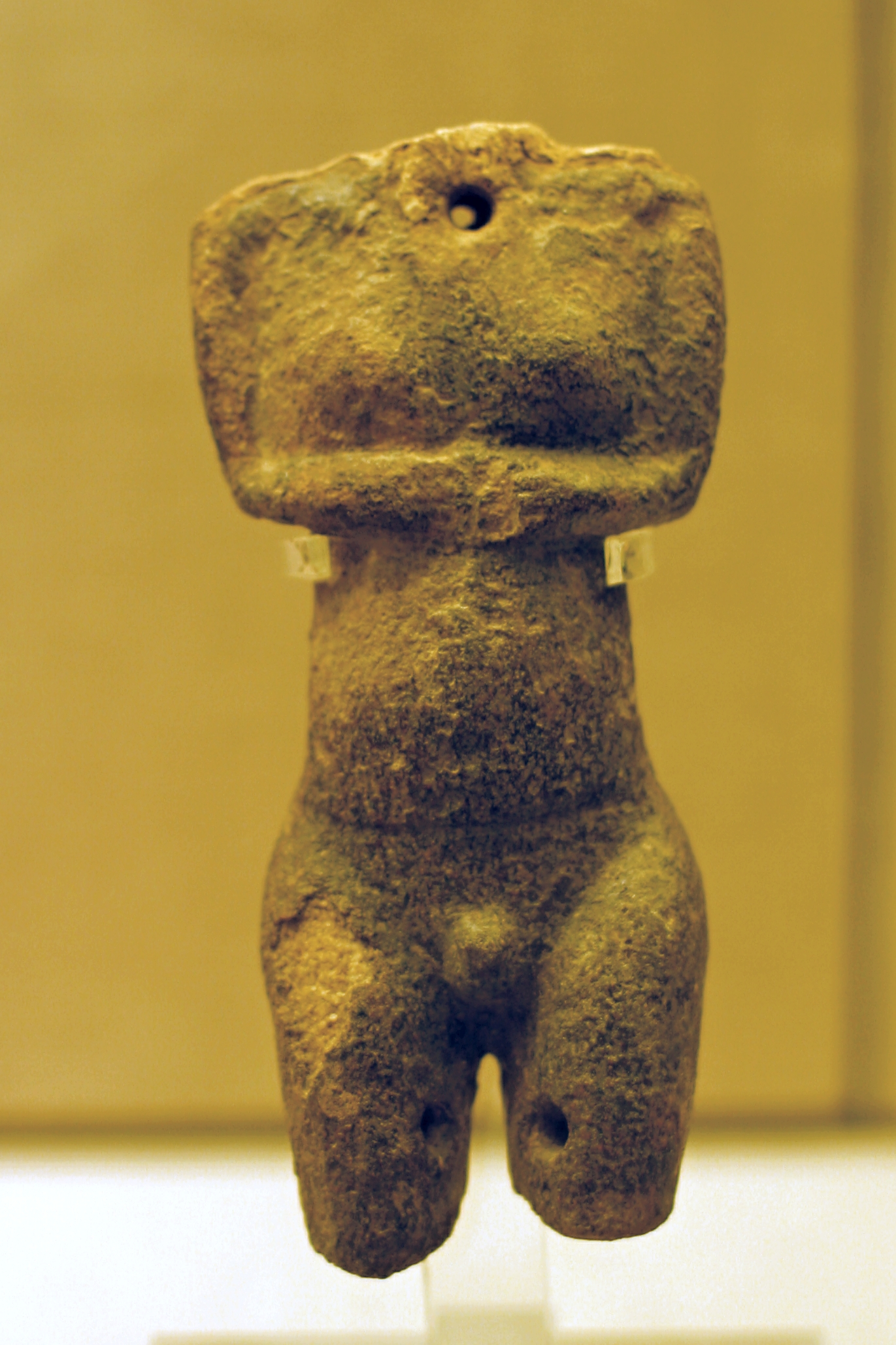
Жіночий тулуб з темнішого каменю з отвором у горлі та диркою між стегнами, тип Пластірас (Раннє кікладське мистецтво І періоду 2800–2700 рр. до н.е.; Музей доісторичної теори)
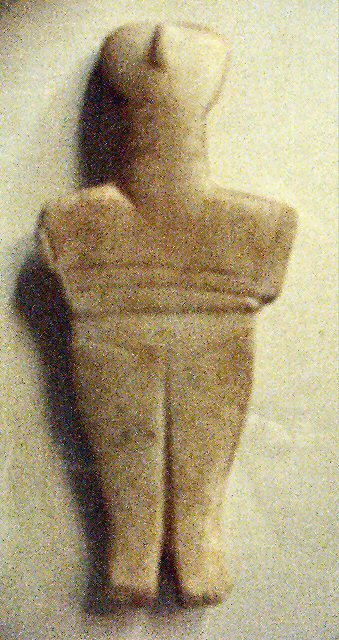
Кікладська скульптура (Археологічний музей Іракліона)
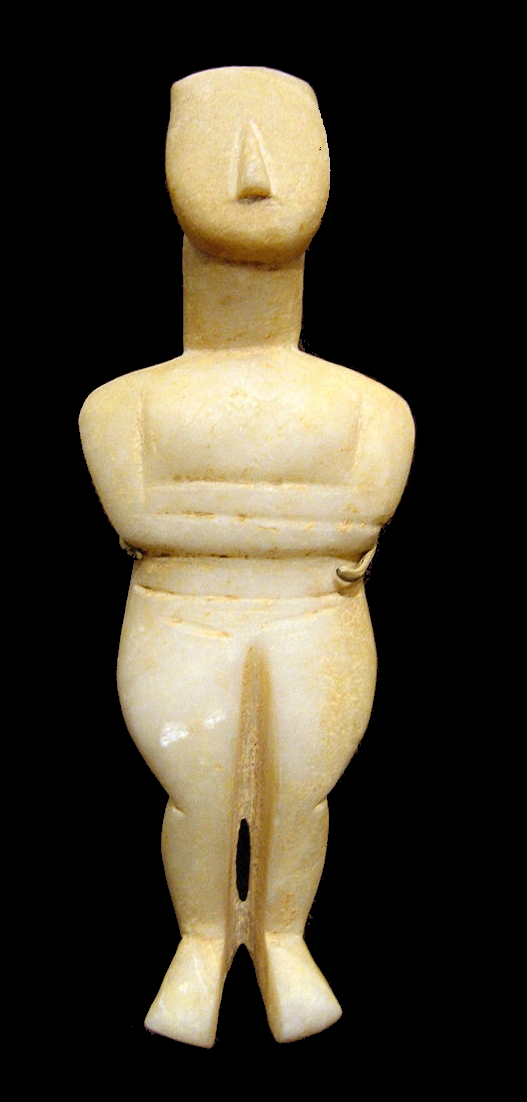
Жіночий канонічний тип, рання робота типу Спедос (Музей Кікладського мистецтва Гуландріса)
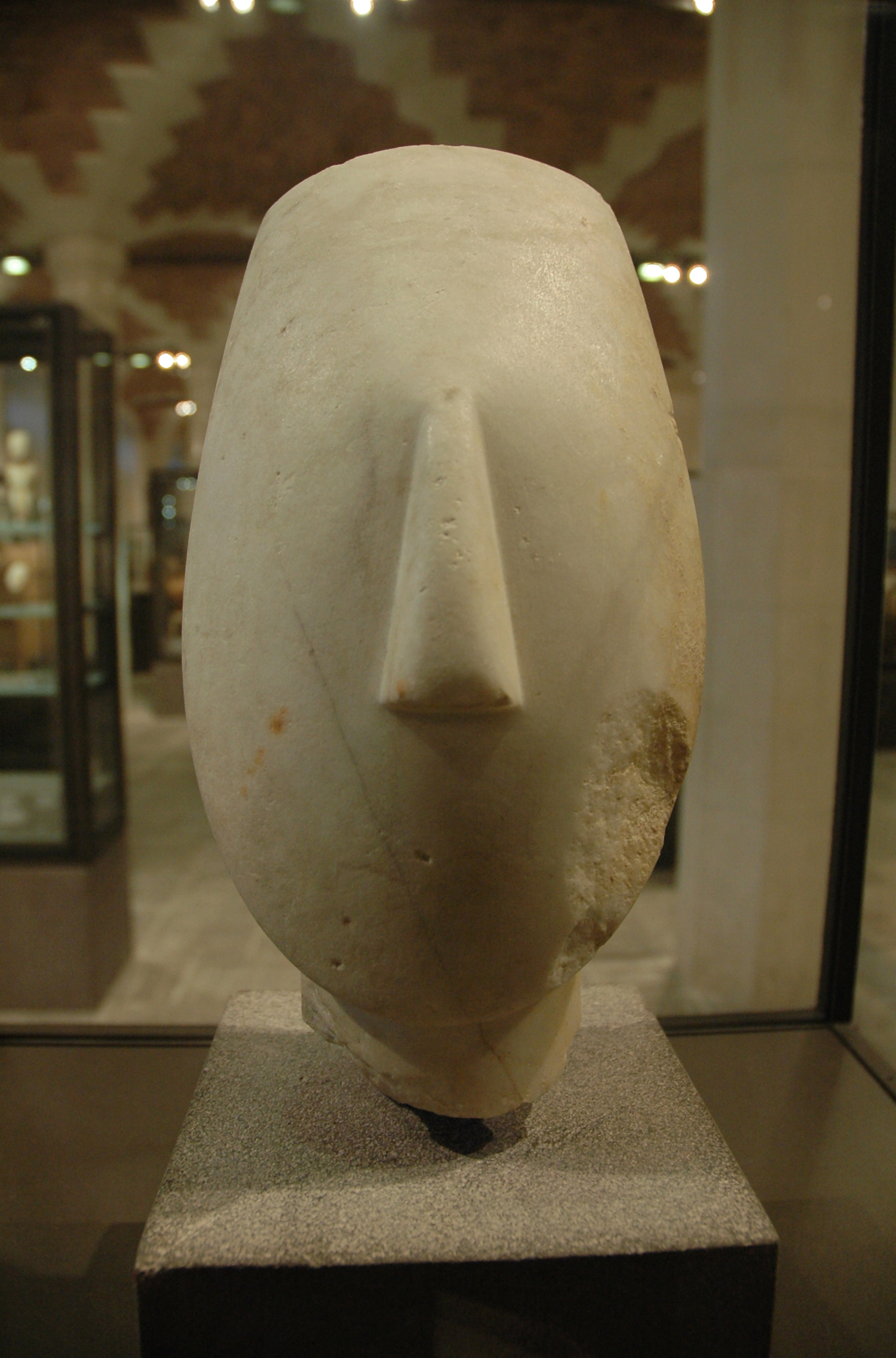
Статуетка жіночої голови, тип Спедос, культура Керос-Сірос (Раннє кікладське мистецтво II періоду 2700–2300 рр. до н.е.; Лувр)